# Margherita Spagnuolo Lobb
Margherita Spagnuolo Lobb (Nuoro, 1º gennaio 1956) è una psicologa e psicoterapeuta italiana; dal 1979 dirige l’Istituto Gestalt HCC e la Scuola di Specializzazione in Psicoterapia della Gestalt, con sedi a Siracusa, Palermo e Milano.
Ha studiato con Isadore Fromè, Erving e Miriam Polster, Daniel Stern. Ha introdotto in Italia le opere e il lavoro clinico dei rappresentanti più significativi della psicoterapia della Gestalt.

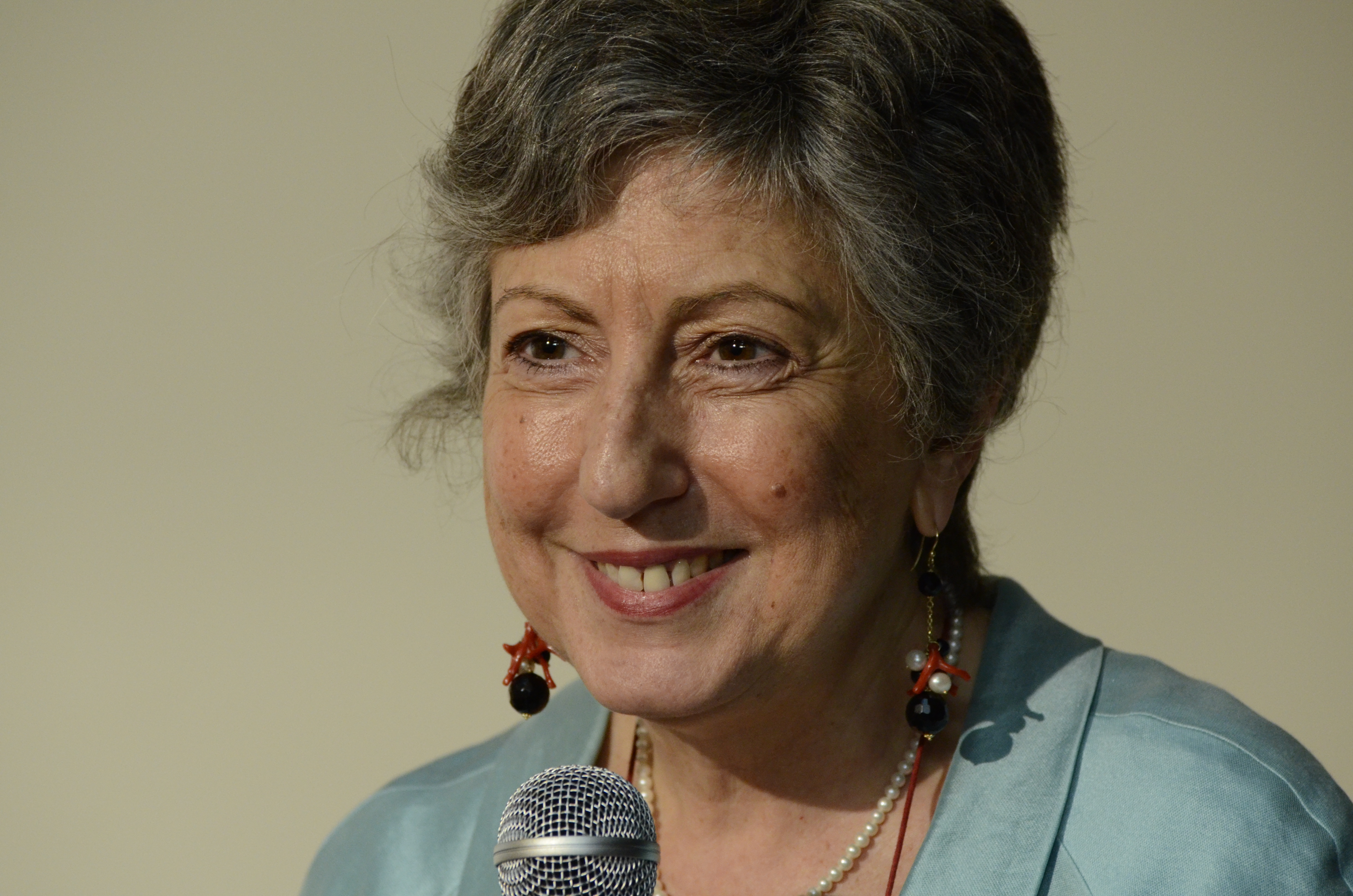
Dott.ssa Spagnuolo Lobb

## Biografia
Oltre a dirigere la Scuola Quadriennale di Specializzazione in Psicoterapia (riconosciuta dal MIUR e dalla EAGT), è direttore scientifico dei Programmi Internazionali (in lingua inglese) frequentati da psicoterapeuti da tutto il mondo:
- il corso quadriennale su Sviluppo e Psicopatologia;
- la formazione per Didatti Supervisori (riconosciuta dalla European Association for Gestalt Therapy);
- il Summer Program per il lavoro personale degli psicoterapeuti e un aggiornamento teorico e metodologico.

## Carriera
È didatta internazionale di Terapia della Gestalt, invitata presso vari istituti di formazione e università italiani ed esteri. Ha insegnato e insegna in 28 paesi.
Ha fatto parte, in qualità di Consigliere, del primo Consiglio dell’Ordine degli Psicologi della Regione Sicilia.
È stata presidente della European Association for Gestalt Therapy (EAGT) dal 1996 al 2002, e ha organizzato la sesta European Conference of Gestalt Therapy (Palermo, ottobre 1998), dal titolo Gestalt Therapy: Hermeneutics and Clinical.
Ex presidente e fondatore della Società Italiana Psicoterapia Gestalt (SIPG), è stata presidente della Federazione Italiana delle Associazioni di Psicoterapia (FIAP) e ha organizzato il Secondo Congresso della Psicoterapia Italiana (Siracusa, 21-24 aprile 2005), dal titolo L’implicito e l’esplicito in psicoterapia, con il prof. Daniel Stern.
È stata presidente della Federazione Italiana Scuole e Istituti di Gestalt (FISIG) e ha organizzato il 6° convegno delle scuole di psicoterapia della Gestalt italiane, dal titolo Epistemologia, Clinica e Ricerca in Gestalt. L’equilibrio delle differenze (Catania, 27-30 aprile 2017).
È stata tra gli iniziatori e organizzatori delle European Conferences of Gestalt Therapy Writers. Ha organizzato varie conferenze internazionali di psicoterapia della Gestalt; in particolare, nel 2016 è stata una dei quattro conveners della prima joint Conference della EAGT & AAGT a Taormina, dal titolo The Aesthetic of Otherness: meeting at the boundary in a desensitized world.

## Opere principali
- Psicoterapia della Gestalt: Ermeneutica e Clinica, traduzione di Gedisa nel 2002 (spagnolo); L’Exprimerie nel 2004 (francese), FrancoAngeli, 2001.
- L’implicito e l’esplicito in psicoterapia. Atti del Secondo Congresso della Psicoterapia Italiana, FrancoAngeli, 2006.
- Il permesso di creare: l’arte della psicoterapia della Gestalt, Amendt-Lyon N., FrancoAngeli, 2007.
«Pubblicato originariamente in inglese da Springer nel 2003 con il titolo Creative License: The Art of Gestalt Therapy e tradotto anche in francese e tedesco»
- Le voci della Gestalt. Sviluppi di una psicoterapia, Ferrara A., FrancoAngeli, 2008.
- Il dolore e la bellezza. Atti del III Convegno della Società Italiana Psicoterapia Gestalt, Francesetti G., Ammirata M., Riccamboni S., Sgadari N., FrancoAngeli, 2014.
- (EN) Gestalt Therapy with children, Levi N. e Williams A.D., Istituto di Gestalt HCC Italy Publ. Co., 2016.
- (EN) The Aesthetic of Otherness: meeting at the boundary in a desensitized world, Proceedings, Bloom D., Roubal J., ZeleskovDjoric J., Cannavò M., La Rosa R., Tosi S., Pinna V., Siracusa (Italy), Istituto di Gestalt HCC Italy Publ. Co., 2018, ISBN 978-88-989-1208-7.
- Psicologia della personalità: genesi delle differenze individualieditore=LAS, Roma, 1982.
- Il now-for-next in psicoterapia. La psicoterapia della Gestalt raccontata nella società post-moderna, Milano, FrancoAngeli, 2011.
«È stato tradotto in 8 lingue: inglese, russo, francese, spagnolo, rumeno, polacco, cinese, turco, e georgiano»

Capitoli e articoli:
Ha scritto un centinaio di capitoli e articoli in italiano e in inglese (tradotti in varie lingue) sulla Psicologia del Sé e sulla creatività, nonché un modello di psicoprofilassi al parto per coppie, un modello di psicoterapia di coppia, un modello di terapia familiare, un modello di lavoro con i gruppi, applicato a vari setting, incluse le organizzazioni. Negli ultimi anni, le sue ricerche per lo sviluppo della psicoterapia della Gestalt si focalizzano su 3 concetti:
- Lo Sviluppo Polifonico dei Domini, una proposta per considerare gli aspetti evolutivi del paziente, pur rimanendo nel qui-e-ora fenomenologico
- La Conoscenza Relazionale Estetica, un concetto che sviluppa la consapevolezza del terapeuta in termini di campo
- Il modello osservativo dei Passi di Danza, per la ricerca fenomenologica ed estetica sull’interazione tra bambino e assistente familiare e/o tra paziente e terapeuta: il focus di osservazione si sposta sul campo fenomenologico, sottolineando la reciprocità e la spontaneità della co-creazione del contatto.

Cura della pubblicazione dei seguenti libri:
- Margherita Spagnuolo Lobb (a cura di), Psicoterapia della Gestalt. Ermeneutica e clinica, traduzione di Gedisa in spagnolo nel 2002 e da L’Exprimerie nel 2004 in francese, 2ª ed., Franco Angeli, 14 gennaio 2010, ISBN 978-8846425355.
- M. Spagnuolo Lobb (a cura di), L'implicito e l'esplicito in psicoterapia., in Atti del 2º Congresso della psicoterapia italiana, Franco Angeli, 20 maggio 2011, ISBN 978-8846480224.
- Margherita Spagnuolo Lobb e Nancy Amendt-Lyon, Il permesso di creare, collana L'arte della psicoterapia della Gestalt, tradotto anche in francese e tedesco, 2ª ed., FrancoAngeli, 27 settembre 2017  [Pubblicato originariamente in inglese da Springer nel 2003 con il titolo Creative License: The Art of Gestalt Therapy]. URL consultato il 22 febbraio 2025.
- Antonio Ferrara e Margtherita Spagnuolo Lobb (a cura di), Le voci della Gestalt, collana Sviluppi di una psicoterapia, FrancoAngeli, 18 febbraio 2008, ISBN 978-8846491152.
- Francesetti G., Ammirata M., Riccamboni S., Sgadari N. e Spagnuolo Lobb M., Il dolore e la bellezza, collana Atti del III Convegno della Società Italiana Psicoterapia Gestalt, 1ª ed., FrancoAngeli, 31 marzo 2014, ISBN 978-8820493141.
- (EN) M. Spagnuolo Lobb, N. Levi e A. Williams (a cura di), Gestalt therapy with children, collana From epistemology to clinical practice, Istituto di Gestalt HCC Italy Publ.Co., 1º agosto 2016, ISBN 978-8898912056.
- (EN) Margherita Spagnuolo Lobb, Bloom D., Roubal J., ZeleskovDjoric J., Cannavò M., La Rosa R., Tosi S. e Pinna V. (a cura di), The aesthetic of otherness. Meeting at the boundary in a desensitized world proceedings, su www.gestaltitaly.com, collana (Gestalt therapy book series), Siracusa (Italia), Istituto di Gestalt HCC Italy Publ. Co., 30 luglio 2018, ISBN 978-88-989-1208-7.

Collaborazione con dizionari di scienze umane e psicoterapia:
- Globalized Psychotherapy (Dizionario in lingua inglese – Facultas Universita et, 2002);
- Dizionario storico di psicologia, psichiatria, psicoanalisi, neuroscienze (Einaudi,2007);
- Dizionario di Scienze dell’Educazione (LAS, prima edizione 1997, seconda edizione riveduta2008);
- Dizionario Internazionale di Psicoterapia (Garzanti, 2010-2013).

Altre collaborazioni:
- Dirige la rivista italiana Quaderni di Gestalt dal 1985. Ha diretto con Dan Bloom (New York) e Frank Staemmler (Germania) la rivista internazionale in lingua inglese Studies in Gestalt Therapy. Dialogical Bridges (1992-1998).
- Collabora con la rivista americana Gestalt Review, con la rivista inglese British Gestalt Journal, con la rivista europea International Journal of Psychotherapy.
- Dirige la collana internazionale in lingua inglese Gestalt Therapy Book Series (Istituto di Gestalt HCC ItalyPubl. Co. www.gestaltitaly.com dal 2020 pubblicata dalla casa editrice Routledge).
- È direttore della Collana italiana di Psicoterapia della Gestalt della casa editrice FrancoAngeli.

## Cariche
- Full Member del New York Institute for Gestalt Therapy (NYIGT).
- Membro della Society for Gestalt Theory and its Applications (GTA)
- Membro della International Association for RelationalPsychoanalysis and Psychotherapy (IARPP)
- Membro della Society of Psychotherapy Research (SPR).

## Riconoscimenti
Ha conseguito i seguenti riconoscimenti:
- Primo Membro Onorario della European Association for Gestalt Therapy (EAGT).
- Presidente Onorario della Società Italiana Psicoterapia Gestalt (SIPG).[8]
- Il 16 agosto 2018, a Toronto, ha ricevuto il Premio alla Carriera dalla AAGT – Association for the Advancement of Gestalt Therapy. International Community.
- Il 20 ottobre 2018 ha ricevuto a Palermo, dall’Ordine degli Psicologi della Regione Sicilia, un riconoscimento per avere consentito, con il suo lavoro, un avanzamento nel campo della psicologia nazionale e siciliana.